# Aachen
Aachen je bil rezidenca Karla Velikega in od 936 do 1531 mesto, kjer je bilo kronanih 31 nemških kraljev Svetega rimskega cesarstva.
Aachen je najzahodnejše mesto v Nemčiji ob tromeji z Belgijo in Nizozemsko in ima okoli 250.000 prebivalcev. Leži na nekdanjem premogovniškem območju v zvezni deželi Severno Porenje - Vestfalija, je pa tudi sedež administrativne enote le-te. Danes je Aachen znan po industrijsko orientirani univerze RWTH oz. Rensko-vestfalske tehniške visoke šole (Rheinisch-Westfälische Technische Hochschule Aachen - RWTH Aachen), ki vključuje znanost, inženiring in informacijske tehnologije. Leta 2009 je bil Aachen uvrščen na osmo med mesti v Nemčiji po inovacijah.

## Ime
Ime "Aachen" je sodobna različica. Južno nemško Ach(e), Aach, kar pomeni "reka" ali "tok", od stare visoke nemške ahha, kar pomeni "voda" ali "tok", ki se neposredno prevaja (in etimološko ustreza) latinski besedi Aquae, ki se nanaša na izvir. Mesto je bilo poseljeno s človekom od neolitika, pred približno 5000 leti, in je privlačilo s svojimi toplimi mineralnimi vrelci. Latinska beseda Aquae se spogleduje z aachnskim rimskim imenom Aquae granni, kar je pomenilo "vode Grannusa", ki se nanaša na keltskega boga zdravljenja, ki so ga častili pri izvirih.  Ta beseda je postala Åxhe v valonščini in Aix v francoščini, nato Aix-la-Chapelle, potem ko je Karel Veliki zgradil stolnico v poznem osmem stoletju in nato mesto naredil za svoje glavno mesto 

## Zgodovina

### Zgodnja zgodovina
Kamnolomi kresilnega kamna na Lousbergu, Schneebergu in Königshügel so se uporabljali v času neolitika (3000–2500 pr. n. št.), kar kaže na dolgo poseljenost mesta Aachen. Tudi nedavne najdbe v sodobnem mestu Elisengarten kažejo na nekdanje naselje iz istega obdobja. Bronastodobno (okoli leta 1600 pred našim štetjem) naselje dokazujejo ostanki žarnih grobišč, na primer na Klausbergu. V železni dobi je bilo območje naseljeno s keltskimi narodi , ki so morda izkoriščali tople žveplene vrelce v močvirnatem aachenskem bazenu, kjer so častili  Grannusa, boga svetlobe in zdravljenja.
Kasneje je 25-hektarjev veliko rimsko mesto s toplicami Aquae Granni, po legendi, ustanovil Grenus, pod Hadrijanom okoli leta 124 n. št.. Fiktivni ustanovitelj se nanaša na keltskega boga in zdi se, da je bila rimska 6. legija na začetku 1. stoletja prva, ki je speljana vroče vrelce v zdravilišče pri Büchelu, dodane na koncu istega stoletja Münstertherme, dva vodovoda in verjetno svetišče posvečeno Grannusu. Nekakšen forum je bil obdan s stebriščem in povezan z dvema kompleksoma toplic. Tukaj je bilo tudi obsežno stanovanjsko območje, del so naseljevale cvetoče judovske skupnosti.  Rimljani so zgradili kopališče v bližini Burtscheida. Tempelj imenovan Vernenum je bil zgrajen v bližini sodobnega Kornelimünster / Walheim. Danes so najdeni ostanki treh kopališč, vključno z dvema fontanama v Elisenbrunnen in kopališče Burtscheid.
Rimska civilna uprava v Aachnu se je ohranila do konca 4. in začetka 5. stoletja. Rim je sicer umaknil svoje čete iz območja, vendar je mesto ostalo poseljeno. Leta 470 so v mesto prišli na oblast Ripuarski Franki in ga podredili njihovemu glavnemu mestu Kölnu.

### Srednji vek
Po rimskem obdobju je Pipin Mali v mestu zgradil grajsko prebivališče, zaradi bližine vročih vrelcev in tudi iz strateških razlogov, saj se mesto nahaja med Porenjem in severno Francijo. Einhard navaja, da je v 765–66 Pipin preživel tako božič kot veliko noč v Aquis villa (Et celebravit natalem Domini in Aquis villa et pascha similiter), , ki je morala biti dovolj usposobljena za več mesečno uporabo dvoru. V letu njegovega kronanja kot kralja Frankov, 768, je Karel Veliki prvič prišel preživet božič v Aachen. Svoje bivanje v dvorcu je morda podaljšal, čeprav ni virov o tem. V tem času se je že gradila stavba Palatinke kapele v Aachnu (od leta 1929 stolnična kapela) in razkošne predstavitvene dvorane. Karel je preživljal večino zim v Aachnu med letom 792 in njegovo smrtjo leta 814. Aachen postal središče njegovega dvora in politično središče njegovega imperija. Po njegovi smrti je bil kralj pokopan v cerkvi, ki jo je zgradil; [22] njegov prvotni grob se je izgubil, medtem ko so njegovi domnevni ostanki ohranjeni v relikviariju, kjer so jih pokopali, potem ko je bil razglašen za svetnika; njegova svetost pa nikoli ni bila zelo splošno priznana.
Leta 936 je bil v kolegijski cerkvi, ki jo je zgradil Karel Veliki, za kralja Vzhodne Frankovske okronan Oton I. Veliki. V času vladavine Otona II., so se plemiči uprli in Zahodni Franki, pod Lotarjem, so vdrli v Aachen. Aachen je bil ponovno napaden, tokrat ga je napadel Odo II. iz Bloisa, ki je napadel cesarsko palačo, medtem ko je bil Konrad II. odsoten. Odo je hitro odstopil in bil ubit kmalu zatem. Palača in mesto Aachen so s sklepom cesarja Friderika Barbarosse, med letoma 1172 in 1176, dobili ojačano obzidje. V naslednjih 500 letih je bila večina nemških kraljev Svetega rimskega cesarstva okronana v Aachnu. Originalno sprejemno dvorano, ki jo je zgradil Karel Veliki so podrli in nadomestil s trenutno v Mestni hiši leta 1330. Zadnji kralj, ki se je okronal tukaj je bil Ferdinand I. Habsburški leta 1531. V srednjem veku je bil Aachen mesto regionalnega pomena, zaradi bližine Flandrije. Dosegel je skromen položaj v trgovini z volnenim blagom, zaradi cesarskega privilegija. Mesto je ostalo svobodno cesarsko mesto podrejeno le cesarju, vendar je bilo politično veliko prešibko, da bi vplivalo na politiko katere koli svojih sosed. Edino oblast je imelo nad Burtscheidom, sosednjim ozemljem, ki mu je vladala benediktinska opatinja, prisiljena, da je morala ves svoj promet spraviti skozi Aachener Reich. V poznem 18. stoletju je opatinja iz Burtscheida preprečila gradnjo ceste, ki naj bi povezovala njeno ozemlje do sosednjih zemljišč vojvode Jülicha, v mesto Aachen je tudi napotila svojo peščico vojakov, da so pregnali cestne delavce.
Kot cesarsko mesto je imel Aachen določene politične pravice, ki so mu omogočale ostati svobodno ob težavah v Evropi še več let. Ostalo je neposreden vazal Svetega rimskega cesarstva skozi večji del srednjega veka. Bilo je tudi prizorišče številnih pomembnih cerkvenih koncilov, vključno s koncilom leta 837 in 1166, ki ga je sklical protipapež Pashal III..

### Izdelava rokopisov
Aachen se je izkazal za pomembno mesto za proizvodnjo zgodovinskih rokopisov. Pod pristojnostjo Karla Velikega, so lahko tako izdelovali Aachenske evangelije kot tudi tako imenovane evangelije za kronanje.  Poleg tega so bila tukaj narejena tudi številna druga besedila v dvorni knjižnici. V času vladavine  Ludvika Pobožnega (814–840) so bile izdelane znatne količine starih besedil, vključno s pravnimi rokopisi kot skupina leges scriptorium, patrološka besedila, vključno s petimi rokopisi bamberške Plinijeve skupine. Pod Lotarjem I. Karolinškim (840–855) so še vedno pisali besedila izjemne kakovosti. To pa je zaznamovalo konec obdobja izdelave rokopisov v Aachnu.

### 16.–18. stoletje
Leta 1598, po invaziji španskih vojakov iz Nizozemske, je Rudolf II. Habsburški odstavil vse protestantske uradnike v Aachnu in jih izgnal iz mesta. Od začetka 16. stoletja je mesto začelo izgubljati svojo moč in vpliv. Najprej so kronanja cesarjev preselili iz Aachna v Frankfurt. Temu so sledile verske vojne in velik požar leta 1656. Po uničenju večine mesta v letu 1656, se je začela obnova predvsem v baročnem slogu. Padec Aachna je dosegel vrhunec leta 1794, ko so ga zasedli Francozi, pod vodstvom generala Charlesa Dumouriez.
Do sredine 17. stoletja je Aachen postal privlačen kot zdravilišče: ne toliko zaradi učinkov vročih vrelcev na zdravje svojih obiskovalcev, ampak zato, ker je bil Aachen takrat - in je ostal tudi v 19. stoletju - kraj z visoko stopnjo  prostitucije. Sledovi tega skritega programa zgodovine mesta so na voljo v vodnikih za Aachen iz 18. stoletja, kakor tudi iz vodnikov za druga zdravilišča; glavna indikacija za obisk bolnikov, ironično, je bil sifilis. Šele ob koncu 19. stoletja je postal revmatizem najpomembnejši cilj zdravljenja v Aachnu in Burtscheidu. Izbran je bil tudi kot mesto več pomembnih kongresov in mirovnih pogodb: prvi kongres,  Aachenski mir 2. maj 1668, drugi kongres se je končal z drugo pogodbo leta 1748 in končal avstrijsko nasledstveno vojno. Leta 1789 je bila ustavna kriza v vladi Aachna in leta 1794 je mesto izgubilo status svobodnega cesarskega mesta.

### 19. stoletje
9. februarja 1801 je Lunévillski mir končal lastništvo Aachna in celotnega "levega brega" Rena Nemčije in ga dodelil Franciji. Leta 1815 je bil nadzor nad mestom prenesen na Prusijo z aktom, ki ga je sprejel Dunajski kongres. Tretji kongres je potekal leta 1818, in je odločal o usodi zasedbe Napoleonove Francije.
Do sredine 19. stoletja je industrializacija odnesla večino srednjeveških mestnih oblasti. Do leta 1801 je Aachen postal "chef-lieu du Département de la Roer" v Napoleonovem prvem francoskem cesarstvu. Leta 1815, po napoleonskih vojnah ga je prevzela Kraljevina Prusija. Mesto je bilo eno od najbolj socialno in politično zaostalih centrov do konca 19. stoletja. Od leta 1838 dalje je stekla iz Kölna v Belgijo skozi Aachen železnica. Mesto je do leta 1875 postalo izjemno prenaseljeno, sanitarne razmere so bile obžalovanja vredne, ko so le opustili srednjeveške utrdbe in začeli graditi nova, boljša stanovanja v vzhodnem delu mesta, kjer je bila izvedba kanalizacije najlažja. V decembru 1880 je bila otvoritev aachenske tramvajske mreže in leta 1895 je bila ta elektrificirana. V 19. stoletju in vse do leta 1930 je bila pomembno proizvodnja lokomotiv in vagonov, železa, bucik, igel, gumbov, tobaka, volnenega blaga in svile.

### 20. stoletje
Po prvi svetovni vojni pa vse do leta 1930 so Aachen zasedali zavezniki. Bil je ena od lokacij, vključenih v nesrečno Rensko republiko. 21. oktobra 1923 je oborožena skupina prevzela Mestno hišo. Podobni ukrepi so bili izvedeni v Mönchen-Gladbach, Duisburgu in Krefeldu. Ta republika je trajala približno eno leto. 
Aachen je bila močno poškodovan med drugo svetovno vojno. Mesto in utrjeno okolico so oblegali od 12. septembra do 21. oktobra 1944. Bitka za Aachen se je nato nadaljevala z neposrednimi napadi na močno obrambo mesta, ki so na koncu prisilili nemško posadko k predaji 21. oktobra 1944. Aachen je bilo prvo nemško mesto, ki so ga zajeli zavezniki in njeni prebivalci so pozdravili vojake kot osvoboditelje. Mesto je bilo delo uničeno - v nekaterih delih povsem, večinoma zaradi ameriškega topniškega ognja in rušenj, ki so jih izvajali privrženci Waffen-SS. Poškodovane stavbe so bile srednjeveške cerkve sv. Foillana, sv. Pavla in Mestna hiša, Aachenska stolnica pa je ostala v veliki meri nepoškodovana. V mestu je ostalo samo 4000 prebivalcev. Prvi od zaveznikov imenovan župan Franz Oppenhoff, je bil umorjen od komandosov enote SS.

#### Zgodovina aachenskih Judov
V rimski dobi je bil Aachen mesto cvetoče judovske skupnosti. Kasneje, v karolinškem imperiju je bila judovska skupnost v bližini kraljeve palače. Leta 802 je Žid po imenu Isaac spremljal Karlovega veleposlanika Haruna Al Rašida. V 13. stoletju so se mnogi Judje spreobrnili v krščanstvo, kot je razvidno iz evidence cerkve sv. Marije. Leta 1486 so Judje Maksimilijanu I. v času njegovega kronanja izročili darila. Leta 1629 je bil judovska skupnost izgnana iz mesta. Leta 1667 je bilo šestim Judom dovoljena vrnitev. Večina aachenskih Judov se je naselila v bližnjem mestu Burtscheid. 16. maja 1815 je Judovska skupnost v svoji sinagogi izročila poklon pruskemu kralju Frideriku Viljemu III. Judovsko pokopališče je nastalo leta 1851. Judje so živeli v mestu od 1345 do leta 1933. Sinagoga je bila uničena v Kristalni noči leta 1938. Leta 1939, po izselitvi in aretacijah je ostalo v mestu še 782 Judov. Po drugi svetovni vojni je le 62 Judov preživelo. V letu 2003 je v Aachnu živelo 1.434 Judov. V judovskih besedilih se mesto Aachen imenuje Aish ali Ash (אש).

## Geografija
Aachen se nahaja sredi evroregije Meuse-Ren, v bližini tromeje Nemčije, Nizozemske in Belgije. V bližini se nahaja mesto Heerlen na Nizozemskem in Eupen, glavno nemško govoreča skupnost v Belgiji, oba oddaljena okoli 20 km od centra Aachna. Aachen se nahaja v bližini zgornje doline reke Wurm (ki danes teče skozi mesto v kanalizirani obliki), in je del večjega porečja reke Meuse in približno 30 km severno od gričevja Hohe Venn, ki tvori severni rob hribovja Eifel v Renskem masivu.
Območju mesta se razprostira 21,6 km od severa proti jugu in 17,2 km od vzhoda do zahoda. 23,8 km meji z Belgijo in 21,8 km z Nizozemsko. Najvišja točka se nahaja na skrajnem jugovzhodu mesta na nadmorski višini 410 m. Najnižja točka je na severu in na meji z Nizozemsko, na višini 125 m.

### Podnebje
Kot vsa zahodna mesta v Nemčiji (in blizu Nizozemske), Aachen in okolica pripadajo zmernemu podnebnemu območju, z vlažnim vremenom, blagimi zimami in toplimi poletji. Zaradi svoje lege severno od Eifel in Hohe Venna prevladujejo zahodni vremenski vzorci, padavine (v povprečju 805 mm / leto) so precej višje kot na primer v Bonnu (s 669 mm / leto). Pogost pojav je fen, veter južnih zračnih tokov, ki prihaja iz geografskih lokaciji na severnem robu Eifela. 
Ker je mesto obdano s hribi trpi zaradi inverzije smoga. Nekateri deli mesta so postali mestni toplotni otoki, ki so posledica slabe izmenjavo toplote, tako zaradi naravnih geografije območja kot človekovega delovanja.

## Geologija
Geologija Aachna je zelo strukturno raznolika. Najstarejše kamnine se pojavljajo v okolici mesta in izvirajo iz devona ter vključujejo karbonatne peščenjake, drobljence, glinence in apnence. Te tvorbe so del renskega masiva, severno od Hohe Venn. V pennsylvanian podobdobju geološke dobu karbona, so bile te kamninske plasti stanjšane in narinjene kot posledica Variskične orogeneze. Po tem dogodku in v teku naslednjih 200 milijonov let se je to področje stalno stiskalo. 
V obdobju krede je ocean prodrl na celino iz smeri Severnega morja do goratega območja v bližini današnjega Aachna, in prinesel s seboj glino, pesek in kredo. Glino (ki je bila podlaga za veliko lončarsko industrijo v bližnjem Raerenu) je večinoma najdemo v nižjih območjih Aachna, iz nje so bili oblikovani hribi v Aachenskem gozdu (Aachener Waldes), Lousberg pa je iz peskov zgornje krede in sedimentov apnenca. Novejša sedimentacija se v glavnem nahaja na severu in vzhodu in je nastala v terciarnih in kvartarnih dejavnostih reke in vetra.
Vzdolž glavne prelomnice Varisskične orogeneze, obstaja več kot 30 termalnih vrelcev okoli Aachna in Burtscheida. Pod površino so številne aktivne prelomnice, ki spadajo v sistem Rurgraben, ki je bil v preteklosti odgovoren za številne potrese, vključno tistim leta 1756 – Dürenski potres  in Roermond potres iz leta 1992, ki je bil najmočnejši potres doslej na Nizozemskem .

## Demografija
Aachen ima 245.885 prebivalcev (stanje 31. decembra 2015), od katerih jih je 118.272 žensk in 127.613 moških. 

### Mestni okraji
Mesto je razdeljeno na sedem upravnih enot ali okrajev, vsak s svojim okrajnim Svetom, vodjem in upravo. Sveti so izvoljeni. Okraji se nadalje delijo na manjše dele za statistične namene.

## Znamenitosti

### Aachenska stolnica
Aachenska stolnica je bila zgrajena na ukaz Karla Velikega leta 796 in ko je bila končana leta 798, je bila največja stolnica severno od Alp. Po vzoru bazilike San Vitale v Ravenni, v Italiji, jo je zgradil mojster Odo iz Metza. Karel je želel tudi kapelo, da bi tekmoval z Lateransko palačo, tako v kakovosti kot oblasti. Stolnica je bila prvotno zgrajena v karolinškem slogu, vključno z marmorjem, ki je pokrival zidove in mozaikom na kupoli. Po njegovi smrti so ostanke Karla Velikega pokopali v stolnici in jih danes ni več mogoče videti. Stolnica je bila pozneje še večkrat podaljšana, zato je edinstvena mešanica gradbenih slogov. Prestol in galerija datirata v otonsko dobo, z deli prvotnega opus sectile na tleh, ki so še vedno vidni. V 13. stoletju so bili dodani zatrepi na strehi in po požaru leta 1656 obnovljena kupola. Nazadnje je bil dodan okoli začetka 15. stoletja še kor. Po tem, ko je Friderik Barbarossa kanoniziral Karla leta 1165, je kapela postala romarski kraj. 600 let, od 936 do 1531, je bila Aachenska stolnica cerkev kronanja 30 nemških kraljev in 12 kraljic. Cerkev je še vedno glavna atrakcija v mestu. Poleg tega da hrani ostanke svojega ustanovitelja, je postala grobnica njegovega naslednika Otona III. V zgornjem prostoru galerije, se nahaja Karla Velikega marmorni prestol. Aachenska stolnica je na seznamu Unescove svetovne dediščine.
Večina marmorja in stebri so bili pripeljani iz Rima in Ravene, vključno sarkofag, ki je postal Karlova grobnica. Tu je bronast medved iz Galije in konjeniški kip iz Ravene, za katerega verjamejo, da je eoderikov. So kontrast volku in kipu Marka Avrelija na Kapitolu. Bronasti kosi, kot so vrata in ograja, so bili narejeni v lokalni livarni, nekaj je ohranjeno do danes. Skrivnosten je bronast borov stožec v kapeli. Kjerkoli je bil izdelan, je vzporednica z delom v Rimu, to je Staro baziliko sv. Petra. 

### Stolnična zakladnica
Aachenska stolnična zakladnica je zbirka liturgičnih predmetov. Izvor tega cerkvenega zaklada je sporen. Nekateri pravijo, da je Karel sam obdaril svojo kapelo z izvirno zbirko, medtem ko drugi trdijo, da je bila zbrana v daljšem časovnem obdobju. Predmeti naj bi bili iz Jeruzalema in Konstantinopla. Lokacija te zakladnice se je selila in ni bila znana vse do 15. stoletja, ko se je nahajala v kapeli sv. Mateja (Matthiaskapelle) do leta 1873, ko se je preselila v Karlovo kapelo v stolnici. Od tam se je leta 1881 preselila v Madžarsko kapelo in leta 1931 na sedanjo lokacijo zraven kapele Revnih duš (Allerseelenkapelle). Le šest izvirnih karolinških predmetov je ostalo in od teh so trije v Aachnu: Aachenski evangelijih, Kristusov diptih in zgodnja Bizantinska svila. Evangelij o kronanju ter relikviarij svetega Štefana sta se leta 1798 preselila na Dunaj, Talisman Karla Velikega je dobila v dar leta 1804 Jožefina Bonaparte in nato stolnica v Reimsu. 210 dokumentiranih kosov je bilo dodanih v zakladnico od nastanka, običajno v zameno za legitimno povezavo do dediščine Karla Velikega. Lotarjev križ, Evangeliji Otona III. in več kosov Bizantinske svile je prispeval Oton III. Del Pala d'Oro in platnice za Aachenski evangelij so bili izdelani iz zlata, ki ga je podaril Henrik II. Sveti. Friderik Barbarossa je podaril svečnik, ki je krasil kupolo in bil potem leta 1215 prestavljen v svetišče Karla Velikega. Karel IV. je podaril par relikviarijev. Ludvik XI. Francoski je leta 1475 dal krono Marjete Yorške in leta 1481, drugi del relikviarija Karla Velikega. Maksimilijan I. in Karel V. sta dala številne umetnine Hansa von Reutlingena. Tradicija se nadaljuje in predmete še vedno podarjajo vse do danes. Zadnje dokumentirano darilo je kelih iz leta 1960, ki ga je podaril Ewald Mataré.

### Aachenska mestna hiša
Aachenska Mestna hiša, (nemško Aachener Rathaus) je gotska zgradba iz leta 1330 in stoji med dvema osrednjima trgoma, Markt in Katschhof. Dvorana za kronanja se nahaja v prvem nadstropju zgradbe. V notranjosti je pet fresk aachenskega umetnika Alfreda Rethela, ki kažejo legendarne prizore iz življenja Karla Velikega, kot tudi podpis Karla Velikega. Prav tako so tukaj replike cesarskih insignij. 
Od leta 2009 je Mestna hiša postaja na poti Karla Velikega, program potovanj, s katerim se obiskovalcem predstavi zgodovinske znamenitosti Aachna. V mestni hiši je muzejska razstava, ki pojasnjuje zgodovino in umetnost zgradbe in daje občutek zgodovinskega kronanja, ki je potekalo tukaj. Portret Napoleona iz leta 1807, Louis-André-Gabriela Boucheta in njegove žene Josephine iz leta 1805, Roberta Lefèvra si je mogoče ogledati v okviru poti.
Kot včasih, je Mestna hiša sedež župana in Mestnega sveta, vsako leto se tu podeli nagrada Karla Velikega, ena najbolj prestižnih evropskih nagrad, ki se podeli osebi zaslužni pri delu v Evropi in njeni združitvi.

### Drugo
Grashaus, pozno srednjeveška hiša na Fischmarkt, je ena izmed najstarejših neverskih stavb v središču mesta Aachen. Gosti arhiv mesta, pred tem pa je bila nekdanja mestna dvorana.
Elisenbrunnen, je ena izmed najbolj znanih znamenitosti Aachna. To je neoklasicistična dvorana, ki pokriva eno od znanih mestnih fontan. Zgraditi jo je dala princesa Elisabeth Ludovika Bavarska (Elise), hči bavarskega kralja Maksimilijana I. Njen doprsni kip je leta 1828 iz cararskega marmorja izdelal Christian Friedrich Tieck in so ga 1832 postavili v rotundi. Stoji le minuto stran od stolnice. Le nekaj korakov v jugovzhodni smeri leži gledališče iz 19. stoletja.
Omembe vredna so mestna vrata Ponttor in Marschiertor. Obstaja tudi nekaj delov srednjeveškega obzidja, večina jr vključena v novejše zgradbe, vendar so nekateri ostali še vedno vidni. Obstajajo celo pet stolpov, od katerih so nekateri uporabljeni za stanovanja.
Cerkev svetega Mihaela, je bila zgrajena kot cerkev jezuitskega kolegija leta 1628. To je renski manierizem in primer lokalne renesančne arhitekture. Bogata fasada je ostala nedokončana do leta 1891, ko jo je arhitekt Peter Friedrich Peters dokončal v historicističnem slogu. Cerkev je danes grška pravoslavna cerkev, vendar se zgradba uporablja tudi za koncerte zaradi svoje dobre akustike.
Židovska sinagoga, ki je bila uničena v Kristalni noči 9. novembra 1938, je bila ponovno odprta 18. maja 1995. 
Obstajajo številne druge pomembne cerkve in samostani, nekaj izjemnih iz 17. in 18. stoletja, zgradbe v posebnem baročnem slogu, značilnem za regijo, kipi in spomeniki, parki, pokopališča. Med muzeji so Suermondt-Ludwig muzej, ki ima lepo kiparsko zbirko in Aachenski Muzej International Press, ki je namenjen časopisom od 16. stoletja do danes. Industrijska zgodovina tega območja se odraža v številnih proizvodnih obratih iz 19. in 20. stoletja.
- Grashaus
- Elisenbrunnen
- Aachensko gledališče
- Neues Kurhaus
- Karlove terme
- Kip Davida Hansemanna

### Aachenske toplice
Aachen je znan zaradi svojih številnih izvirov, z veliko vsebnostjo žvepla in do 74 °C vročo vodo pri izviru. Izviri v okrožju Burtscheid so med najbolj vročimi vrelci v srednji Evropi. Pripisujejo jim zdravljenje revmatizma in številnih drugih bolezni. Ne nazadnje je zaradi tega Karel Veliki tukaj ustanovil večje mesto.
Danes so zgodovinske terme Elisenbrunnen v središču mesta in moderno kopališče območje Karlovih term (Carolus Thermen)

## Nagrada Karla Velikega
Od leta 1950 podeljuje odbor aachenskih meščanov letno nagrado Karla Velikega (nemško: Karlspreis, angleško Charlemagne Prize) osebnosti za izjemne zasluge pri združevanju Evrope. Tradicionalno se podeljuje na dan vnebohoda v Mestni hiši. Leta 2016 jo je dobil papež Frančišek, leta 2017 Timothy Garton Ash.
Mednarodno nagrado Karla Velikega je prejel leta 2000 predsednik ZDA Bill Clinton, za njegov posebni osebni prispevek k sodelovanju z državami v Evropi, za ohranjanje miru, svobode, demokracije in človekovih pravic v Evropi in za njegovo podporo širitvi Evropske unije. V letu 2004 so bila prizadevanja papeža Janeza Pavla II. za združevanje Evrope počaščena z "izredno Karlovo medaljo", ki je bila edina dodeljena v zgodovini. Nagrado so dobili tudi pomembni nosilce panevropskega gibanja in evropske integracije.

## Pomembni prebivalci
- Karel Veliki, se je preselil v Aachen in ga določil za glavno mesto svojega cesarstva.
- Kralj Ethelwulf iz Wessexa, oče Alfreda Velikega, se je rodil v Aachnu.
- Ludwig Mies van der Rohe, eden od ustanoviteljev moderne arhitekture in zadnji direktor Bauhausa v njegovem obdobju v Dessau in Berlinu, je bil rojen v Aachnu.
- Leta 1850 je Paul Reuter ustanovil Reuters News Agency v Aachnu, katera je prenašala sporočila med Brusljem in Aachen z uporabo golobov pismonoš.
- Mati Ane Frank, Edith Frank, se je rodila v Aachnu.
- David Garrett, svetovno znan violinist in čudežni otrok, se je rodil v Aachnu.

## Pobratena mesta
Aachen je pobraten z:
- Liège (Belgija) od 1955
- Reims (Francija) od 1967
- Halifax/Calderdale (Združeno kraljestvo) od 1979
- Toledo (Španija) od 1985
- Ningbo (Kitajska) od 1986
- Arlington (Virginija, ZDA) od 1993
- Kaapstad (Južna Afrika) od 1999
- Kostroma (Ruska federacija) od 2001
- Sarıyer (Turčija), od 2013
- Montebourg (Francija), od 1960 partnersko mesto Walheim